# Challenger de San Remo
El Sanremo Challenger es un torneo profesional de tenis. Pertenece al ATP Challenger Tour. Se juega desde el año 2002 sobre pistas de tierra batida, en San Remo, Italia.

## Palmarés

### Individuales
| Año       | Campeón          | Finalista                | Resultado        |
| --------- | ---------------- | ------------------------ | ---------------- |
| 2023      | Luca Van Assche  | Juan Pablo Varillas      | 6–1, 6–3         |
| 2022      | Holger Rune      | Francesco Passaro        | 6–1, 2–6, 6–4    |
| 2011-2021 | No celebrado     | No celebrado             | No celebrado     |
| 2010      | Gastón Gaudio    | Martín Vassallo Argüello | 7–5,6–0          |
| 2009      | Kevin Anderson   | Blaž Kavčič              | 2–6, 6–2, 7–5    |
| 2008      | Diego Junqueira  | Máximo González          | 6–2, 6–4         |
| 2007      | Francesco Aldi   | Fabio Fognini            | 7–5, 6–7(4), 6–4 |
| 2006      | Olivier Patience | Stefano Galvani          | 6–2, 4–6, 7–6(8) |
| 2005      | Novak Djokovic   | Francesco Aldi           | 6–3, 7–6(4)      |
| 2004      | Potito Starace   | Peter Wessels            | 6–4, 6–4         |
| 2003      | Tomas Behrend    | Werner Eschauer          | 6–4, 6–2         |
| 2002      | Oliver Gross     | Renzo Furlan             | 6–4, 6–3         |

### Dobles
| Año       | Campeones                                | Finalistas                              | Resultado        |
| --------- | ---------------------------------------- | --------------------------------------- | ---------------- |
| 2023      | Victor Vlad Cornea Franko Škugor         | Nikola Ćaćić Marcelo Demoliner          | 6–2, 6–3         |
| 2022      | Geoffrey Blancaneaux Alexandre Müller    | Flavio Cobolli Matteo Gigante           | 4–6, 6–3, [11–9] |
| 2011-2021 | No celebrado                             | No celebrado                            | No celebrado     |
| 2010      | Diego Junqueira Martín Vassallo Argüello | Carlos Berlocq Sebastián Decoud         | 2–6, 6–4, [10–8] |
| 2009      | Yuri Schukin Dmitri Sitak                | Daniele Bracciali Giancarlo Petrazzuolo | 6–4, 7–6(4)      |
| 2008      | Harel Levy Jim Thomas                    | Matthias Bachinger Daniel Brands        | 6–4, 6–4         |
| 2007      | Sanchai Ratiwatana Sonchat Ratiwatana    | Steve Darcis Stefan Wauters             | 7–6(3), 6–3      |
| 2006      | Julien Benneteau Nicolas Mahut           | Flavio Cipolla Francesco Piccari        | 6–4, 7–6(6)      |
| 2005      | Francesco Aldi Tomas Tenconi             | Manuel Jorquera Dmitry Tursunov         | 6–4, 6–3         |
| 2004      | Daniele Bracciali Giorgio Galimberti     | Manuel Jorquera Diego Moyano            | 4–6, 7–6(6), 6–2 |
| 2003      | Daniele Bracciali Amir Hadad             | Juan Balcells Juan Albert Viloca        | 6–2, 6–4         |
| 2002      | Daniele Bracciali Giorgio Galimberti     | Cristian Brandi Renzo Furlan            | 6–3, 6–4         |